# Frederic Roda i Ventura
Frederic Roda i Ventura (Barcelona, 1898 - Barcelona, 7 de març de 1967) fou un advocat i polític català, regidor de l'Ajuntament de Barcelona per la Lliga Catalana (abans Lliga Regionalista) l'any 1934, així com degà de l'Il·lustre Col·legi d'Advocats de Barcelona entre 1962 i 1967.
Nascut l'any 1898 a Barcelona es llicencià en Dret a la Universitat de Barcelona, i fou posteriorment passant de Josep Bertran i Musitu. En l'àmbit polític, milità a la Lliga Regionalista i posteriorment a la Lliga Catalana, essent regidor per aquest darrer partit a Barcelona l'any 1934. També fou vicepresident de Palestra. Esclatada la Guerra Civil Espanyola, emigrà a l'estranger des d'on prestà serveis al govern franquista establert a Burgos. En tornar a Catalunya, treballà dins la junta de l'Il·lustre Col·legi d'Advocats de Barcelona i en fou degà des de 1962 fins a la seva mort. Fou un dels impulsors a Catalunya d'Izquierda Democrática, junt amb Josep Maria Vilaseca. Intervingué en la defensa dels intel·lectuals detinguts per haver assistit a un homenatge a Jordi Rubió a la Facultat de Dret de la UB. El 7 de març de 1967 morí sobtadament a Barcelona quan tornava del jutjat de guàrdia, sense haver aconseguit la llibertat dels detinguts. El funeral es va dur a terme el dia 8 de març a la parròquia de Santa Maria de Gràcia.